# أحمد بداي
أحمد إبراهيم بداي (مواليد 12 يونيو 1979) عداء مغربي للمسافات الطويلة. متخصص في سباق 5000 متر والعدو الريفي. سنة 2015، تم إثقافه لمّدة سنتين بسب تناوله للمنشطات.

## مسيرته
شارك عدة مرات في بطولة العالم للعدو الريفي، وفاز بميداليات في سباق الفريق في الأعوام 1999 و2003 و2007. وفي سباق الجري، كان صاحب الميدالية الذهبية في سباق 10000 متر في بطولة الألعاب الفرانكوفونية 2001. وفاز أيضا بالبرونزية في ألعاب البحر الأبيض المتوسط 2001. وشارك في بطولة العالم لألعاب القوى 2007.
بدأ الجري في مسابقات الطرق في عام 2008، ومن أبرز ما حصل عليه الميدالية الذهبية في سباق نصف الماراثون في ألعاب البحر الأبيض المتوسط 2009.

## روابط خارجية
- أحمد بداي على موقع الاتحاد الدولي لألعاب القوى (الإنجليزية)